# Liste des matchs de l'équipe d'Arabie saoudite de football par adversaire
Cette liste présente les matchs de l'équipe d'Arabie saoudite de football par adversaire rencontré. Lorsqu'une rivalité footballistique particulière existe entre l'Arabie saoudite et un autre pays, une page spécifique est parfois proposée.
- Haut – A
- B
- C
- D
- E
- F
- G
- H
- I
- J
- K
- L
- M
- N
- O
- P
- Q
- R
- S
- T
- U
- V
- W
- X
- Y
- Z

## A

### Algérie
Confrontations entre l'équipe d'Algérie de football et l'équipe d'Arabie saoudite de football en matchs officiels
Matchs
| Date              | Lieu                    | Match                         | Score | Compétition                                       |
| 6 janvier 1976    | Ryadh, Arabie saoudite  | Arabie saoudite - Algérie     | 1-3   | Match amical                                      |
| 7 février 1984    | Ryadh, Arabie saoudite  | Arabie saoudite - Algérie     | 4-2   | Match amical                                      |
| 11 août 1985      | Maroc                   | Arabie Saoudite - Algérie B   | 3-1   | Jeux panarabes de 1985 (1er tour, groupe B)       |
| 11 août 1985      | Maroc                   | Algérie B - Arabie Saoudite   | 3-0*  | Jeux panarabes de 1985 (match pour la 3e place)   |
| 17 février 1986   | Dammam, Arabie saoudite | Arabie saoudite - Algérie     | 0-0   | Match amical                                      |
| 21 février 1986   | Dammam, Arabie saoudite | Arabie saoudite - Algérie     | 1-1   | Match amical                                      |
| 25 septembre 1998 | Doha Qatar              | Arabie Saoudite - Algérie U23 | 3-0   | Coupe arabe des nations 1998 (1er tour, groupe 4) |
| 9 mai 2018        | Cadix Espagne           | Arabie saoudite - Algérie     | 2-0   | Match amical                                      |

- L'Algérie a remporté le match pour la 3e place sur tapis vert à la suite du forfait de l'équipe saoudienne.

Bilan
- Total de matchs disputés : 8
- Victoires de l'Arabie saoudite : 4
- Victoires de l'Algérie : 2
- Matchs nuls : 2

### Allemagne
Confrontations entre l'Allemagne et l'Arabie saoudite en matchs officiels
| Date            | Lieu                  | Match                       | Score | Compétition                    |
| 22 février 1998 | Riyad Arabie saoudite | Arabie saoudite - Allemagne | 0-3   | Match amical                   |
| 1er juin 2002   | Sapporo Japon         | Allemagne - Arabie saoudite | 8-0   | Coupe du monde 2002 (Groupe E) |
| 8 juin 2018     | Leverkusen Allemagne  | Allemagne - Arabie saoudite | 2-1   | Match amical                   |

Bilan partiel
- Total de matchs disputés : 3
- Victoires de l'équipe d'Allemagne : 3
- Matchs nuls : 0
- Victoires de l'équipe d'Arabie saoudite : 0

### Argentine
Confrontations entre l'Arabie saoudite et l'Argentine:
| 20 octobre 1992  | Riyad  | Argentine - Arabie saoudite | 3-1 | Coupe des confédérations 1992 (finale)         |
| 22 novembre 2022 | Lusail | Argentine - Arabie saoudite | 1-2 | Groupe C de la Coupe du monde de football 2022 |

Bilan
- Total de matchs disputés : 2
- Victoire de l'équipe d'Arabie saoudite : 1
- Victoire de l'équipe d'Argentine : 1
- Matchs nuls : 0

### Australie
Confrontations entre l'Australie et l'Arabie saoudite:
| Date             | Lieu                    | Match                       | Score | Compétition                                                              |
| 9 juillet 1988   | Sydney Australie        | Australie - Arabie saoudite | 3-0   | Match amical                                                             |
| 9 octobre 1996   | Dammam Arabie saoudite  | Arabie saoudite - Australie | 0-0   | Match amical                                                             |
| 16 décembre 1997 | Riyad Arabie saoudite   | Arabie saoudite - Australie | 1-0   | Coupe des confédérations 1997 (Groupe A)                                 |
| 6 juin 2011      | Dammam Arabie saoudite  | Arabie saoudite - Australie | 1-3   | Qualifications pour la Coupe du monde 2014, Zone Asie 3e Tour (Groupe D) |
| 29 février 2012  | Melbourne Australie     | Australie - Arabie saoudite | 4-2   | Qualifications pour la Coupe du monde 2014, Zone Asie 3e Tour (Groupe D) |
| 8 septembre 2014 | Londres Angleterre      | Arabie saoudite - Australie | 2-3   | Match amical                                                             |
| 6 octobre 2016   | Djeddah Arabie saoudite | Arabie saoudite - Australie | 2-2   | Qualifications pour la Coupe du Monde 2018 (3e tour, groupe B)           |
| 8 juin 2017      | Adélaïde Australie      | Australie - Arabie saoudite | 3-2   | Qualifications pour la Coupe du Monde 2018 (3e tour, groupe B)           |
| 11 novembre 2021 | Sydney Australie        | Australie - Arabie saoudite | 0-0   | Éliminatoires de la Coupe du monde de football 2022                      |
| 29 mars 2022     | Djeddah Arabie saoudite | Australie - Arabie saoudite | 1-0   | Éliminatoires de la Coupe du monde de football 2022                      |

Bilan
- Total de matchs disputés : 10
- Victoires de l'équipe d'Australie : 5
- Victoires de l'équipe de Arabie saoudite : 2
- Matchs nuls : 3

## B

### Belgique
Confrontations entre l'équipe d'Arabie saoudite de football et l'équipe de Belgique de football : 
| Date         | Lieu                  | Match                      | Score | Compétition                        |
| ------------ | --------------------- | -------------------------- | ----- | ---------------------------------- |
| 29 juin 1994 | Washington États-Unis | Belgique - Arabie saoudite | 0-1   | Coupe du monde de football de 1994 |
| 11 mai 2006  | Sittard Pays-Bas      | Arabie saoudite - Belgique | 1-2   | Match amical                       |
| 27 mars 2018 | Bruxelles Belgique    | Belgique - Arabie saoudite | 4-0   | Match amical                       |

Bilan
- Victoires de l'équipe d'Arabie saoudite : 1
- Victoires de l'équipe de Belgique : 2
- Matchs nuls : 0

### Bhoutan

#### Confrontations
Confrontations entre l'Arabie saoudite et le Bhoutan:
|   | Date            | Lieu    | Match                     | Score | Compétition                                                  |
| - | --------------- | ------- | ------------------------- | ----- | ------------------------------------------------------------ |
| 1 | 8 octobre 2003  | Djeddah | Arabie saoudite - Bhoutan | 6-0   | Tour qualificatif à la Coupe d'Asie des nations 2004 (gr. C) |
| 2 | 15 octobre 2003 | Djeddah | Arabie saoudite - Bhoutan | 4-0   | Tour qualificatif à la Coupe d'Asie des nations 2004 (gr. C) |

#### Bilan
Au 31 mars 2019 :
- Total de matchs disputés : 2
- Victoires de l'Arabie saoudite : 2
- Match nul : 0
- Victoires du Bhoutan : 0
- Total de buts marqués par l'Arabie saoudite : 10
- Total de buts marqués par le Bhoutan :

### Bolivie

#### Confrontations
Confrontations entre l'Arabie saoudite et la Bolivie en matchs officiels.
|   | Date              | Lieu   | Match                     | Score | Compétition                              |
| - | ----------------- | ------ | ------------------------- | ----- | ---------------------------------------- |
| 1 | 4 mai 1994        | Cannes | Arabie saoudite - Bolivie | 0-1   | Match amical                             |
| 2 | 27 juillet 1999   | Mexico | Arabie saoudite - Bolivie | 0-0   | Coupe des confédérations 1999 (Groupe A) |
| 3 | 10 septembre 2018 | Riyad  | Arabie saoudite - Bolivie | 2-2   | Match amical                             |

#### Bilan
Au 11 septembre 2018 :
- Total de matchs disputés : 3
- Victoires de la Bolivie : 1
- Matchs nuls : 2
- Victoires de l'Arabie saoudite : 0
- Total de buts marqués par la Bolivie : 3
- Total de buts marqués par l'Arabie saoudite : 2

### Brésil
Confrontations entre l'Arabie saoudite et le Brésil:
|   | Date             | Lieu        | Match                    | Score | Compétition                                |
| - | ---------------- | ----------- | ------------------------ | ----- | ------------------------------------------ |
| 1 | 13 juillet 1988  | Melbourne   | Brésil - Arabie saoudite | 4-1   | Match amical                               |
| 2 | 12 décembre 1997 | Riyad       | Arabie saoudite - Brésil | 0-3   | Coupe des confédérations 1997 (Groupe A)   |
| 3 | 1er août 1999    | Guadalajara | Arabie saoudite - Brésil | 2-8   | Coupe des confédérations 1999 (1/2 finale) |
| 4 | 6 février 2002   | Riyad       | Arabie saoudite - Brésil | 0-1   | Match amical                               |
| 5 | 12 octobre 2018  | Riyad       | Arabie saoudite - Brésil | 0-2   | Match amical                               |

#### Bilan
- Total de matchs disputés : 5
- Victoire de l'équipe d'Arabie saoudite : 0
- Victoire de l'équipe du Brésil : 5
- Match nul : 0

### Bulgarie
| Date             | Lieu                  | Match                      | Score | Compétition  |
| ---------------- | --------------------- | -------------------------- | ----- | ------------ |
| 6 novembre 1996  | Riyad Arabie saoudite | Arabie saoudite - Bulgarie | 1-0   | Match amical |
| 12 octobre 2010  | Istanbul Turquie      | Arabie saoudite - Bulgarie | 0-2   | Match amical |
| 13 novembre 2017 | Lisbonne Portugal     | Bulgarie - Arabie saoudite | 1-0   | Match amical |

#### Bilan
- Total de matchs disputés : 3
- Victoires de l'équipe de Bulgarie : 2
- Matchs nuls : 0
- Victoires de l'équipe d'Arabie saoudite : 1
- Total de buts marqués par l'équipe de Bulgarie : 3
- Total de buts marqués par l'équipe d'Arabie saoudite : 1

## C

### Colombie
| Date            | Lieu    | Match                      | Score | Compétition  |
| 6 février 1994  | Djeddah | Arabie saoudite - Colombie | 1-1   | Match amical |
| 10 février 1994 | Djeddah | Arabie saoudite - Colombie | 0-1   | Match amical |

Bilan
- Total de matchs disputés : 2
- Victoires de l'équipe d'Arabie saoudite : 0
- Victoires de l'équipe de Colombie : 1
- Matchs nuls : 1

### Corée du Nord
Confrontations entre l'équipe de Corée du Nord de football et l'Équipe d'Arabie saoudite de football en matchs officiels:
| Date             | Lieu      | Match                           | Score             | Compétition                                        |
| 24 novembre 1982 | New Delhi | Corée du Nord - Arabie Saoudite | 2-2               | Jeux asiatiques de 1982 (1er tour, groupe A)       |
| 2 décembre 1982  | New Delhi | Arabie Saoudite - Corée du Nord | 3-0*              | Jeux asiatiques de 1982 (match pour la 3e place)   |
| 28 octobre 1989  | Guangzhou | Arabie saoudite - Corée du Nord | 2-0               | Eliminatoires de la Coupe du monde 1990 (2e tour)  |
| 1er octobre 1990 | Pékin     | Corée du Nord - Arabie Saoudite | 0-0 (t.a.b : 4-3) | Jeux asiatiques de 1990 (quart de finale)          |
| 18 octobre 1993  | Doha      | Arabie saoudite - Corée du Nord | 2-1               | Eliminatoires de la Coupe du monde 1994 (2e tour)  |
| 23 juillet 2001  | Malaisie  | Arabie saoudite - Corée du Nord | 1-0               | Match amical                                       |
| 4 juillet 2007   | Singapour | Arabie saoudite - Corée du Nord | 1-1               | Match amical                                       |
| 11 février 2009  | Pyongyang | Corée du Nord - Arabie saoudite | 1-0               | Eliminatoires de la Coupe du monde 2010 (4e tour)  |
| 17 juin 2009     | Riyad     | Arabie saoudite - Corée du Nord | 0-0               | Eliminatoires de la Coupe du monde 2010 (4e tour)  |
| 14 janvier 2015  | Melbourne | Corée du Nord - Arabie Saoudite | 1-4               | Coupe d'Asie des Nations 2015 (1er tour, groupe B) |
| 8 janvier 2019   | Dubaï     | Arabie saoudite - Corée du Nord | -                 | Coupe d'Asie des Nations 2019 (1er tour, groupe F) |

- L'Arabie Saoudite a remporté le match sur tapis vert.

Bilan partiel
- Total de matchs disputés : 10
- Victoires de l'équipe de Corée du Nord : 2
- Victoires de l'équipe d'Arabie saoudite : 5
- Matchs nuls : 3

### Costa Rica
Confrontations en matchs officiels entre le Costa Rica et l'Arabie saoudite :
| # | Date              | Lieu                | Match                        | Score | Compétition  |
| - | ----------------- | ------------------- | ---------------------------- | ----- | ------------ |
| 1 | 23 septembre 1993 | Dammam              | Arabie saoudite - Costa Rica | 1-2   | Match amical |
| 2 | 27 septembre 1993 | Dammam              | Arabie saoudite - Costa Rica | 3-2   | Match amical |
| 3 | 17 décembre 1994  | Riyad               | Arabie saoudite - Costa Rica | 1-3   | Match amical |
| 4 | 17 juillet 1999   | Fullerton           | Costa Rica - Arabie saoudite | 1-0   | Match amical |
| 5 | 8 septembre 2023  | Newcastle upon Tyne | Arabie saoudite - Costa Rica | 1-3   | Match amical |

| Rencontres | Victoire | Nul | Défaite | BM | BE |
| ---------- | -------- | --- | ------- | -- | -- |
| 5          | 1        | 0   | 4       | 4  | 11 |

## D

### Danemark
Confrontations entre l'Arabie saoudite et le Danemark en match officiel:
| Date            | Lieu  | Match                      | Score | Compétition                              |
| 8 janvier 1995  | Riyad | Arabie saoudite - Danemark | 0-2   | Coupe des confédérations 1995 (Groupe A) |
| 12 juin 1998    | Lens  | Arabie saoudite - Danemark | 0-1   | Coupe du monde 1998 (Groupe C)           |
| 13 février 2002 | Riyad | Arabie saoudite - Danemark | 0-1   | Match amical                             |

Bilan partiel
- Total de matchs disputés : 3
- Victoire de l'équipe d'Arabie saoudite : 0
- Victoire de l'équipe du Danemark : 3
- Match nul : 0

## E

### Égypte
Confrontations entre l'Arabie saoudite et l'Égypte:
| Date              | Lieu                   | Match                    | Score | Compétition                                         |
| 3 septembre 1961  | Casablanca Maroc       | Égypte - Arabie saoudite | 13-0  | Jeux panarabes de 1961                              |
| 18 novembre 1963  | Indonésie              | Égypte - Arabie saoudite | 7-0   | GANEFO Tournament                                   |
| 23 décembre 1975  | Tunis Tunisie          | Égypte - Arabie saoudite | 2-1   | Coupe de Palestine des nations                      |
| 9 juillet 1988    | Amman Jordanie         | Égypte - Arabie saoudite | 0-0   | Coupe arabe des nations de football 1998 (Groupe 1) |
| 17 septembre 1992 | Alep Syrie             | Égypte - Arabie saoudite | 3-2   | Coupe arabe des nations de football 1998 (Finale)   |
| 29 juillet 1999   | Mexico Mexique         | Égypte - Arabie saoudite | 1-5   | Coupe des confédérations 1999 (Groupe A)            |
| 14 mars 2005      | Dammam Arabie saoudite | Arabie saoudite - Égypte | 0-1   | Match amical                                        |
| 25 novembre 2007  | Le Caire Égypte        | Égypte - Arabie saoudite | 2-1   | Jeux panarabes de 2007                              |
| 25 juin 2018      | Volgograd Russie       | Arabie saoudite - Égypte | 2 -1  | Coupe du monde de 2018 (Groupe A)                   |

Bilan
- Total de matchs disputés : 9
- Victoire de l'équipe d'Arabie saoudite : 2
- Victoire de l'équipe d'Égypte : 6
- Match nul : 1

### Émirats arabes unis

#### Confrontations
Confrontations entre l'Arabie saoudite et les Émirats arabes unis:
|    | Date              | Lieu      | Match                                 | Score           | Compétition                                                          |
| -- | ----------------- | --------- | ------------------------------------- | --------------- | -------------------------------------------------------------------- |
| 1  | 19 mars 1972      | Riyad     | Arabie saoudite - Émirats arabes unis | 4-0             | Coupe du Golfe des nations 1972 (en)                                 |
| 2  | 23 mars 1974      | Koweït    | Arabie saoudite - Émirats arabes unis | 2-0             | Coupe du Golfe des nations 1974 (en) (gr. B)                         |
| 3  | 29 mars 1976      | Doha      | Arabie saoudite - Émirats arabes unis | 2-0             | Coupe du Golfe des nations 1976 (en)                                 |
| 4  | 24 mars 1979      | Bagdad    | Arabie saoudite - Émirats arabes unis | 2-1             | Coupe du Golfe des nations 1979 (en)                                 |
| 5  | 21 mars 1982      |           | Émirats arabes unis - Arabie saoudite | 1-0             | Coupe du Golfe des nations 1982 (en)                                 |
| 6  | 23 mars 1984      | Mascate   | Arabie saoudite - Émirats arabes unis | 1-0             | Coupe du Golfe des nations 1984 (en)                                 |
| 7  | 22 octobre 1984   | Djeddah   | Arabie saoudite - Émirats arabes unis | 1-0             | Tour préliminaire à la Coupe d'Asie des nations 1984 (gr. 2)         |
| 8  | 12 avril 1985     | Riyad     | Arabie saoudite - Émirats arabes unis | 0-0             | Tours préliminaires à la Coupe du monde 1986 (zone Asie, 1er tour)   |
| 9  | 19 avril 1985     | Dubaï     | Émirats arabes unis - Arabie saoudite | 1-0             | Tours préliminaires à la Coupe du monde 1986 (zone Asie, 1er tour)   |
| 10 | 8 août 1985       |           | Arabie saoudite - Émirats arabes unis | 1-0             | Jeux panarabes de 1985 (gr. B)                                       |
| 11 | 2 avril 1986      | Manama    | Émirats arabes unis - Arabie saoudite | 2-0             | Coupe du Golfe des nations 1986 (en)                                 |
| 12 | 13 mars 1988      | Riyad     | Arabie saoudite - Émirats arabes unis | 2-2             | Coupe du Golfe des nations 1988 (en)                                 |
| 13 | 21 octobre 1989   | Singapour | Arabie saoudite - Émirats arabes unis | 0-0             | Tours préliminaires à la Coupe du monde 1990 (zone Asie, tour final) |
| 14 | 6 novembre 1992   | Hiroshima | Arabie saoudite - Émirats arabes unis | 2-0             | Coupe d'Asie des nations 1992 (demi-finale)                          |
| 15 | 1er décembre 1992 | Doha      | Émirats arabes unis - Arabie saoudite | 1-0             | Coupe du Golfe des nations 1992 (en)                                 |
| 16 | 6 novembre 1994   | Abou Dabi | Émirats arabes unis - Arabie saoudite | 1-1             | Coupe du Golfe des nations 1994 (en)                                 |
| 17 | 27 octobre 1996   | Mascate   | Émirats arabes unis - Arabie saoudite | 2-2             | Coupe du Golfe des nations 1996 (en)                                 |
| 18 | 21 décembre 1996  | Abou Dabi | Émirats arabes unis - Arabie saoudite | 0-0 (tab : 2-4) | Coupe d'Asie des nations 1996 (finale)                               |
| 19 | 8 novembre 1998   | Manama    | Arabie saoudite - Émirats arabes unis | 1-0             | Coupe du Golfe des nations 1998 (en)                                 |
| 20 | 18 août 1999      | Amman     | Émirats arabes unis - Arabie saoudite | 1-1             | Jeux panarabes de 1999 (gr. B)                                       |
| 21 | 28 septembre 2000 | Abha      | Arabie saoudite - Émirats arabes unis | 6-1             | Match amical                                                         |
| 22 | 8 août 2001       |           | Arabie saoudite - Émirats arabes unis | 1-0             | Match amical                                                         |
| 23 | 7 septembre 2001  |           | Arabie saoudite - Émirats arabes unis | 0-2             | Match amical                                                         |
| 24 | 24 janvier 2002   | Riyad     | Arabie saoudite - Émirats arabes unis | 1-0             | Coupe du Golfe des nations 2002 (en)                                 |
| 25 | 26 décembre 2003  | Koweït    | Émirats arabes unis - Arabie saoudite | 0-2             | Coupe du Golfe des nations 2003 (en)                                 |
| 26 | 27 août 2006      | Djeddah   | Arabie saoudite - Émirats arabes unis | 1-0             | Match amical                                                         |
| 27 | 27 janvier 2007   | Abou Dabi | Émirats arabes unis - Arabie saoudite | 1-0             | Coupe du Golfe des nations 2007 (en) (demi-finale)                   |
| 28 | 24 juin 2007      | Singapour | Émirats arabes unis - Arabie saoudite | 0-2             | Match amical                                                         |
| 29 | 10 septembre 2008 | Abou Dabi | Émirats arabes unis - Arabie saoudite | 1-2             | Éliminatoires de la Coupe du monde 2010 (zone Asie, 4e tour)         |
| 30 | 11 janvier 2009   | Mascate   | Émirats arabes unis - Arabie saoudite | 0-3             | Coupe du Golfe des nations 2009 (gr. B)                              |
| 31 | 1er avril 2009    | Riyad     | Arabie saoudite - Émirats arabes unis | 3-2             | Éliminatoires de la Coupe du monde 2010 (zone Asie, 4e tour)         |
| 32 | 2 décembre 2010   | Aden      | Émirats arabes unis - Arabie saoudite | 0-1             | Coupe du Golfe des nations 2010 (demi-finale)                        |
| 33 | 23 novembre 2014  | Riyad     | Arabie saoudite - Émirats arabes unis | 3-2             | Coupe du Golfe des nations 2014 (demi-finale)                        |
| 34 | 8 octobre 2015    | Djeddah   | Arabie saoudite - Émirats arabes unis | 2-1             | Éliminatoires de la Coupe d'Asie des nations 2019 (2e tour)          |
| 35 | 29 mars 2016      | Abou Dabi | Émirats arabes unis - Arabie saoudite | 1-1             | Éliminatoires de la Coupe d'Asie des nations 2019 (2e tour)          |
| 36 | 11 octobre 2016   | Djeddah   | Arabie saoudite - Émirats arabes unis | 3-0             | Éliminatoires de la Coupe du monde 2018 (zone Asie, 3e tour - gr. B) |
| 37 | 29 août 2017      | Abou Dabi | Émirats arabes unis - Arabie saoudite | 2-1             | Éliminatoires de la Coupe du monde 2018 (zone Asie, 3e tour - gr. B) |
| 38 | 25 décembre 2017  | Koweït    | Émirats arabes unis - Arabie saoudite | 0-0             | Coupe du Golfe des nations 2017 (en) (gr. A)                         |
| 39 | 21 mars 2019      | Abou Dabi | Émirats arabes unis - Arabie saoudite | 2-1             | Match amical                                                         |

#### Bilan
Au 12 avril 2019 :
- Total de matchs disputés : 39
- Victoires de l'Arabie saoudite : 22
- Matchs nuls : 9
- Victoires des Émirats arabes unis : 8
- Total de buts marqués par l'Arabie saoudite : 56
- Total de buts marqués par les Émirats arabes unis : 27

### Espagne
Confrontations entre l'équipe d'Arabie saoudite de football et l'équipe d'Espagne de football.
| Date             | Lieu           | Match                     | Score | Compétition                    |
| 23 juin 2006     | Kaiserslautern | Espagne - Arabie saoudite | 1-0   | Coupe du monde 2006 (groupe H) |
| 29 mai 2010      | Innsbruck      | Espagne - Arabie saoudite | 3-2   | Match amical                   |
| 7 septembre 2012 | Pontevedra     | Espagne - Arabie saoudite | 5-0   | Match amical                   |

#### Bilan
Au 15 avril 2019 :
- Total de matchs disputés : 3
- Victoires de l'équipe d'Espagne : 3
- Matchs nuls : 0
- Victoires de l'équipe d'Arabie saoudite : 0
- Buts marqués par l'équipe d'Espagne : 9
- Buts marqués par l'équipe d'Arabie saoudite : 2

### États-Unis
Confrontations entre l'Arabie saoudite et les États-Unis:
| Date            | Lieu        | Match                        | Score | Compétition                                            |
| 16 octobre 1992 | Riyad       | Arabie saoudite - États-Unis | 3-0   | Coupe des confédérations 1992 (demi-finale)            |
| 12 juin 1999    | Guadalajara | États-Unis - Arabie saoudite | 2-0   | Coupe des confédérations 1999 (match pour la 3e place) |
| 19 Juin 2025    | Austin      | Arabie saoudite - États-Unis | 0-1   | 2025 CONCACAF Gold Cup (Group D)                       |

Bilan
- Total de matchs disputés : 3
- Victoires de l'équipe d'Arabie saoudite : 1
- Victoires de l'équipe des États-Unis : 2
- Match nul : 0

## F

### France
Confrontations entre l'équipe de France de football et l'équipe d'Arabie saoudite de football
| Date         | Lieu               | Match                    | Score | Compétition         |
| 18 juin 1998 | Saint-Denis France | France - Arabie saoudite | 4-0   | Coupe du monde 1998 |

Bilan
- Total de matches disputés : 1
- Victoires de l'équipe de France : 1
- Match nul : 0
- Victoire de l'équipe d'Arabie saoudite : 0
- Buts pour l'équipe de France : 4
- But pour l'équipe d'Arabie saoudite : 0

## G

### Grèce
Confrontations entre l'équipe d'Arabie saoudite de football et l'équipe de Grèce de football :
| Date            | Lieu                  | Match                   | Score | Compétition  |
| 27 avril 1994   | Grèce                 | Grèce - Arabie saoudite | 5-1   | Match amical |
| 25 janvier 2006 | Riyad Arabie saoudite | Arabie saoudite - Grèce | 1-1   | Match amical |
| 15 mai 2018     | Séville Espagne       | Arabie saoudite - Grèce | 2-0   | Match amical |

Bilan
- Total de matchs disputés : 3
- Victoires de l'équipe d'Arabie saoudite : 1
- Victoires de l'équipe de Grèce : 1
- Matchs nuls : 1

## H

### Hongrie
| Date           | Lieu             | Match                     | Score | Compétition  |
| 31 mai 2000    | Győr Hongrie     | Hongrie - Arabie saoudite | 2-2   | Match amical |
| 2 février 2005 | Istanbul Turquie | Arabie saoudite - Hongrie | 0-0   | Match amical |

Bilan
- Total de matchs disputés : 2
- Victoires de l'équipe de Hongrie : 0
- Matchs nuls : 2
- Victoires de l'équipe d'Arabie saoudite : 0
- Total de buts marqués par l'équipe de Hongrie : 2
- Total de buts marqués par l'équipe d'Arabie saoudite : 2

## I

### Irak
Confrontations entre l'équipe d'Arabie saoudite de football et l'équipe d'Irak de football :
| Date              | Lieu                          | Match                    | Score          | Compétition                                                        |
| 22 août 1975      | Téhéran Iran                  | Irak - Arabie saoudite   | 0-2            | Qualifications pour les Jeux olympiques 1976                       |
| 4 avril 1975      | Bagdad Irak                   | Irak - Arabie saoudite   | 1-1            | Tour préliminaire à la Coupe d'Asie des nations de football 1976   |
| 12 avril 1975     | Bagdad Irak                   | Irak - Arabie saoudite   | 1-3            | Tour préliminaire à la Coupe d'Asie des nations de football 1976   |
| 1er avril 1976    | Doha Qatar                    | Irak - Arabie saoudite   | 7-1            | Coupe du Golfe 1976                                                |
| 5 septembre 1976  | Arabie saoudite               | Arabie saoudite - Irak   | 0-0            | Match amical                                                       |
| 14 décembre 1978  | Bangkok Thaïlande             | Irak - Arabie saoudite   | 1-1            | Jeux asiatiques 1978                                               |
| 8 avril 1979      | Bagdad Irak                   | Irak - Arabie saoudite   | 2-0            | Coupe du Golfe 1979                                                |
| 21 mars 1981      | Riyad Arabie saoudite         | Arabie saoudite - Irak   | 1-0            | Tours préliminaires à la Coupe du monde de football 1982           |
| 1er décembre 1982 | New Delhi Inde                | Arabie saoudite - Irak   | 0-1            | Jeux asiatiques 1982 (demi-finale)                                 |
| 17 mars 1984      | Mascate Oman                  | Irak - Arabie saoudite   | 4-0            | Coupe du Golfe 1984                                                |
| 10 juillet 1985   | Taëf Arabie saoudite          | Irak B - Arabie saoudite | 3-2            | Coupe arabes des nations de football 1985                          |
| 14 août 1985      | Casablanca Maroc              | Irak B - Arabie saoudite | 2-1            | Jeux panarabes 1985                                                |
| 30 mars 1986      | Manama Bahreïn                | Arabie saoudite - Irak B | 2-1            | Coupe du Golfe 1986                                                |
| 1er octobre 1986  | Séoul Corée du Sud            | Arabie saoudite - Irak   | 1-1 (9-8t.a.b) | Jeux asiatiques 1986 (quart de finale)                             |
| 4 décembre 1987   | Riyad Arabie saoudite         | Arabie saoudite - Irak   | 0-0            | Qualifications pour les Jeux olympiques 1988                       |
| 1er janvier 1988  | Mascate Oman                  | Irak - Arabie saoudite   | 1-1            | Qualifications pour les Jeux olympiques 1988                       |
| 16 mars 1988      | Riyad Arabie saoudite         | Irak - Arabie saoudite   | 2-0            | Coupe du Golfe 1988                                                |
| 24 octobre 1993   | Doha Qatar                    | Irak - Arabie saoudite   | 1-1            | Tours préliminaires à la Coupe du monde de football 1994           |
| 8 décembre 1996   | Dubaï Émirats arabes unis     | Arabie saoudite - Irak   | 1-0            | Coupe d'Asie des nations de football 1996                          |
| 31 août 2001      | Manama Bahreïn                | Arabie saoudite - Irak   | 1-0            | Tours préliminaires à la Coupe du monde de football 2002           |
| 5 octobre 2001    | Amman Jordanie                | Irak - Arabie saoudite   | 1-2            | Tours préliminaires à la Coupe du monde de football 2002           |
| 26 juillet 2004   | Chengdu Chine                 | Arabie saoudite - Irak   | 1-2            | Coupe d'Asie des nations de football 2004                          |
| 5 décembre 2005   | Al Rayyan Qatar               | Irak - Arabie saoudite   | 5-1            | Jeux d'Asie de l'Ouest 2005                                        |
| 8 décembre 2005   | Doha Qatar                    | Irak - Arabie saoudite   | 2-0            | Jeux d'Asie de l'Ouest 2005 (demi-finale)                          |
| 15 mars 2006      | Djeddah Arabie saoudite       | Arabie saoudite - Irak   | 2-2            | Match amical                                                       |
| 24 janvier 2007   | Abou Dabi Émirats arabes unis | Arabie saoudite - Irak   | 1-0            | Coupe du Golfe 2007                                                |
| 29 juillet 2007   | Jakarta Indonésie             | Irak - Arabie saoudite   | 1-0            | Coupe d'Asie des nations de football 2007 (finale)                 |
| 22 mars 2009      | Riyad Arabie saoudite         | Arabie saoudite - Irak   | 0-0            | Match amical                                                       |
| 28 décembre 2010  | Dammam Arabie saoudite        | Arabie saoudite - Irak   | 0-1            | Match amical                                                       |
| 5 juillet 2012    | Djeddah Arabie saoudite       | Arabie saoudite - Irak   | 0-1            | Coupe arabes des nations de football 2012 (match pour la 3e place) |
| 6 janvier 2013    | Madinat 'Isa Bahreïn          | Arabie saoudite - Irak   | 0-2            | Coupe du Golfe 2013                                                |
| 15 octobre 2013   | Amman Jordanie                | Irak - Arabie saoudite   | 0-2            | Éliminatoires de la Coupe d'Asie des nations de football 2015      |
| 15 novembre 2013  | Dammam Arabie saoudite        | Arabie saoudite - Irak   | 2-1            | Éliminatoires de la Coupe d'Asie des nations de football 2015      |
| 6 septembre 2016  | Shah Alam Malaisie            | Irak - Arabie saoudite   | 1-2            | Éliminatoires de la Coupe du monde de football 2018                |
| 28 mars 2017      | Djeddah Arabie saoudite       | Arabie saoudite - Irak   | 1-0            | Éliminatoires de la Coupe du monde de football 2018                |
| 28 février 2018   | Bassorah Irak                 | Irak - Arabie saoudite   | 4-1            | Match amical                                                       |

Bilan
- Total de matchs disputés : 36
- Victoires de l'équipe d'Arabie saoudite : 13
- Victoires de l'équipe d'Irak : 15
- Matchs nuls : 8

### Italie
| Date        | Lieu              | Match                    | Score | Compétition  |
| 28 mai 2018 | Saint-Gall Suisse | Italie - Arabie saoudite | 2-1   | Match amical |

Bilan
- Total de matchs disputés : 1
- Victoires de l'équipe d'Arabie saoudite : 0
- Victoires de l'équipe d'Italie : 1
- Matchs nuls : 0

## J

### Japon
Confrontations entre l'Arabie saoudite et le Japon :
| Date              | Lieu      | Match                   | Score | Compétition                                                     |
| 28 septembre 1990 | Pékin     | Arabie saoudite - Japon | 2-0   | Match amical                                                    |
| 8 novembre 1992   | Hiroshima | Japon - Arabie saoudite | 2-0   | Coupe d'Asie des nations 1992 - Finale                          |
| 15 octobre 1993   | Doha      | Arabie saoudite - Japon | 0-0   | Qualifications pour la Coupe du monde 1994 - Tour final         |
| 24 octobre 1995   | Tokyo     | Japon - Arabie saoudite | 2-1   | Match amical                                                    |
| 24 octobre 1995   | Matsuyama | Japon - Arabie saoudite | 2-1   | Match amical                                                    |
| 14 octobre 2000   | Saïda     | Arabie saoudite - Japon | 1-4   | Coupe d'Asie des nations 2000 - 1er Tour (Groupe C)             |
| 29 octobre 2000   | Beyrouth  | Arabie saoudite - Japon | 0-1   | Coupe d'Asie des nations 2000 - Finale                          |
| 3 septembre 2006  | Djeddah   | Arabie saoudite - Japon | 1-0   | Qualifications pour la Coupe d'Asie des nations 2007 (Groupe A) |
| 15 novembre 2006  | Sapporo   | Japon - Arabie saoudite | 3-1   | Qualifications pour la Coupe d'Asie des nations 2007 (Groupe A) |
| 25 juillet 2007   | Hanoï     | Japon - Arabie saoudite | 2-3   | Coupe d'Asie des nations 2007 - 1/2 Finale                      |
| 17 janvier 2011   | Al Rayyan | Arabie saoudite - Japon | 0-5   | Coupe d'Asie des nations 2011 - 1er Tour (Groupe B)             |
| 15 novembre 2016  | Saitama   | Japon - Arabie Saoudite | 2-1   | Qualifications pour la Coupe du Monde 2018 (3e tour, groupe B)  |
| 5 septembre 2017  | Djeddah   | Arabie Saoudite - Japon | 1-0   | Qualifications pour la Coupe du Monde 2018 (3e tour, groupe B)  |
| 21 janvier 2019   | Charjah   | Japon - Arabie Saoudite | 1-0   | Coupe d'Asie des nations de football 2019                       |
| 7 octobre 2021    | Djeddah   | Arabie Saoudite - Japon | 1-0   | Éliminatoires de la Coupe du monde de football 2022             |
| 1er février 2022  | Saitama   | Japon - Arabie Saoudite | 2-0   | Éliminatoires de la Coupe du monde de football 2022             |

Bilan
Total de matchs disputés : 16
- Victoires de l'équipe du Japon : 11
- Victoires de l'équipe d'Arabie saoudite : 6
- Match nul : 1

## K

### Koweït
Confrontations entre l'équipe d'Arabie saoudite de football et l'équipe du Koweït de football : 
| Date               | Lieu                  | Match                    | Score       | Compétition                                                 |
| 10 septembre 1961  | Maroc                 | Koweït - Arabie saoudite | 0-1         | Jeux panarabes de 1961                                      |
| 28 mars 1970       | Bahreïn               | Koweït - Arabie saoudite | 3-1         | Coupe du Golfe 1970                                         |
| 16 mars 1972       | Arabie saoudite       | Arabie saoudite - Koweït | 2-2         | Coupe du Golfe 1972                                         |
| 29 mars 1974       | Koweït                | Koweït - Arabie saoudite | 4-0         | Coupe du Golfe 1974 (finale)                                |
| 27 août 1975       | Iran                  | Koweït - Arabie saoudite | 4-2         | Qualifications pour les jeux olympiques 1976                |
| 11 avril 1976      | Doha Qatar            | Koweït - Arabie saoudite | 3-1         | Coupe du Golfe 1976                                         |
| 6 avril 1979       | Bagdad Irak           | Koweït - Arabie saoudite | 0-0         | Coupe du Golfe 1979                                         |
| 4 novembre 1981    | Arabie saoudite       | Arabie saoudite - Koweït | 0-1         | Tours préliminaires à la Coupe du monde de football 1982    |
| 7 décembre 1981    | Koweït                | Koweït - Arabie saoudite | 2-0         | Tours préliminaires à la Coupe du monde de football 1982    |
| 26 mars 1982       | Émirats arabes unis   | Koweït - Arabie saoudite | 1-0         | Coupe du Golfe 1982                                         |
| 20 mars 1984       | Mascate Oman          | Arabie saoudite - Koweït | 1-1         | Coupe du Golfe 1984                                         |
| 22 avril 1984      | Singapour             | Arabie saoudite - Koweït | 4-1         | Qualifications pour les jeux olympiques 1984                |
| 11 décembre 1984   | Singapour             | Koweït - Arabie saoudite | 0-1         | Coupe d'Asie des nations de football 1984                   |
| 23 mars 1986       | Bahreïn               | Koweït - Arabie saoudite | 3-1         | Coupe du Golfe 1986                                         |
| 3 octobre 1986     | Corée du Sud          | Koweït - Arabie saoudite | 2-2         | Jeux asiatiques de 1986                                     |
| 11 décembre 1987   | Koweït                | Koweït - Arabie saoudite | 1-0         | Qualifications pour les jeux olympiques 1988                |
| 8 janvier 1988     | Arabie saoudite       | Arabie saoudite - Koweït | 0-0         | Qualifications pour les jeux olympiques 1988                |
| 17 mars 1988       | Riyad Arabie saoudite | Arabie saoudite - Koweït | 0-0         | Coupe du Golfe 1988                                         |
| 5 décembre 1988    | Doha Qatar            | Arabie saoudite - Koweït | 0-0         | Coupe d'Asie des nations de football 1988                   |
| 15 septembre 1992  | Syrie                 | Arabie saoudite - Koweït | 2-0         | Jeux panarabes de 1992                                      |
| 6 décembre 1992    | Qatar                 | Arabie saoudite - Koweït | 2-1         | Coupe du Golfe 1992                                         |
| 5 mai 1993         | Kuala Lumpur Malaisie | Koweït - Arabie saoudite | 0-0         | Tours préliminaires à la Coupe du monde de football 1994    |
| 18 mai 1993        | Riyad Arabie saoudite | Arabie saoudite - Koweït | 2-0         | Tours préliminaires à la Coupe du monde de football 1994    |
| 16 novembre 1994   | Émirats arabes unis   | Arabie saoudite - Koweït | 2-0         | Coupe du Golfe 1994                                         |
| 24 octobre 1996    | Oman                  | Koweït - Arabie saoudite | 1-0         | Coupe du Golfe 1996                                         |
| 14 septembre 1997  | Riyad Arabie saoudite | Arabie saoudite - Koweït | 2-1         | Tours préliminaires à la Coupe du monde de football 1998    |
| 17 octobre 1997    | Koweït                | Koweït - Arabie saoudite | 2-1         | Tours préliminaires à la Coupe du monde de football 1998    |
| 29 septembre 1998  | Doha Qatar            | Arabie saoudite - Koweït | 2-1         | Coupe arabes des nations de football 1998 (demi-finale)     |
| 31 octobre 1998    | Bahreïn               | Koweït - Arabie saoudite | 1-2         | Coupe du Golfe 1998                                         |
| 24 octobre 2000    | Beyrouth Liban        | Arabie saoudite - Koweït | 3-2 (b.e.o) | Coupe d'Asie des nations de football 2000 (quart de finale) |
| 16 janvier 2002    | Riyad Arabie saoudite | Arabie saoudite - Koweït | 1-1         | Coupe du Golfe 2002                                         |
| 4 janvier 2004     | Koweït                | Arabie saoudite - Koweït | 1-1         | Coupe du Golfe 2003-04                                      |
| 1er septembre 2004 | Arabie saoudite       | Arabie saoudite - Koweït | 1-1         | Match amical                                                |
| 11 décembre 2004   | Doha Qatar            | Arabie saoudite - Koweït | 1-2         | Coupe du Golfe 2004                                         |
| 25 mars 2005       | Koweït                | Koweït - Arabie Saoudite | 0-0         | Phase qualificative de la Coupe du monde de football 2006   |
| 3 juin 2005        | Riyad Arabie saoudite | Arabie saoudite - Koweït | 3-0         | Phase qualificative de la Coupe du monde de football 2006   |
| 27 mai 2008        | Arabie saoudite       | Arabie saoudite - Koweït | 2-1         | Match amical                                                |
| 14 janvier 2009    | Mascate Oman          | Koweït - Arabie saoudite | 0-1         | Coupe du Golfe 2009                                         |
| 25 novembre 2010   | Zinjibar Yémen        | Arabie saoudite - Koweït | 0-0         | Coupe du Golfe 2010                                         |
| 5 décembre 2010    | Aden Yémen            | Koweït - Arabie saoudite | 1-0 a.p     | Coupe du Golfe 2010 (finale)                                |
| 16 juillet 2011    | Jordanie              | Koweït - Arabie saoudite | 1-0         | Match amical                                                |
| 22 juin 2012       | Taëf Arabie saoudite  | Arabie saoudite - Koweït | 4-0         | Coupe arabes des nations de football 2012                   |
| 12 janvier 2013    | Riffa Bahreïn         | Koweït - Arabie saoudite | 1-0         | Coupe du Golfe 2013                                         |
| 22 décembre 2017   | Koweït                | Koweït - Arabie saoudite | 1-2         | Coupe du Golfe 2017-18                                      |
| 4 août 2019        | Erbil Irak            | Arabie saoudite - Koweït | 1-2         | Coupe de Asie de l'Ouest de football 2019                   |
| 27 novembre 2019   | Doha Qatar            | Arabie saoudite - Koweït | 1-3         | Coupe du Golfe des nations de football 2019                 |
| 25 mars 2021       | Riyad Arabie saoudite | Arabie saoudite - Koweït | 1-0         | Match amical                                                |

Bilan
- Total de matchs disputés : 46

- Victoires de l'équipe d'Arabie saoudite : 18
- Victoires de l'équipe du Koweït : 17
- Matchs nuls : 16

### Kirghizistan

#### Confrontations
Confrontations entre l'Arabie saoudite et le Kirghizistan:
|   | Date            | Lieu  | Match                          | Score | Compétition                                                  |
| - | --------------- | ----- | ------------------------------ | ----- | ------------------------------------------------------------ |
| 1 | 24 janvier 1996 | Riyad | Arabie saoudite - Kirghizistan | 3-0   | Tour préliminaire à la Coupe d'Asie des nations 1996 (gr. 9) |
| 2 | 31 janvier 1996 | Riyad | Arabie saoudite - Kirghizistan | 2-0   | Tour préliminaire à la Coupe d'Asie des nations 1996 (gr. 9) |

#### Bilan
Au 3 avril 2019 :
- Total de matchs disputés : 2
- Victoires de l'Arabie saoudite : 2
- Matchs nuls : 0
- Victoires du Kirghizistan : 0
- Total de buts marqués par l'Arabie saoudite : 5
- Total de buts marqués par le Kirghizistan : 0

## L

### Lettonie
Confrontations entre l'équipe d'Arabie saoudite de football et l'équipe de Lettonie de football :
| Date            | Lieu     | Match                      | Score | Compétition  |
| 7 novembre 2017 | Portugal | Arabie saoudite - Lettonie | 2-0   | Match amical |

Bilan
- Total de matchs disputés : 1
- Victoires de l'équipe d'Arabie saoudite : 1
- Victoires de l'équipe de Lettonie : 0
- Matchs nuls : 0

### Liban
Confrontations entre l'équipe d'Arabie saoudite de football et l'équipe du Liban de football :
| Date              | Lieu                      | Match                   | Score | Compétition                                         |
| 18 octobre 1957   | Beyrouth Liban            | Arabie saoudite - Liban | 1-1   | Jeux panarabes 1957                                 |
| 4 septembre 1961  | Casablanca Maroc          | Liban - Arabie saoudite | 7-1   | Jeux panarabes 1961                                 |
| 27 septembre 1998 | Doha Qatar                | Arabie saoudite - Liban | 4-1   | Coupe arabes des Nations de football 1998           |
| 21 mai 2000       | Liban                     | Liban - Arabie saoudite | 0-0   | Match amical                                        |
| 13 décembre 2002  | Arabie saoudite           | Arabie saoudite - Liban | 1-1   | Match amical                                        |
| 19 décembre 2002  | Koweït                    | Arabie saoudite - Liban | 1-0   | Coupe arabes des Nations de football 2002           |
| 27 janvier 2006   | Riyad Arabie saoudite     | Arabie saoudite - Liban | 1-2   | Match amical                                        |
| 2 juin 2008       | Riyad Arabie saoudite     | Arabie saoudite - Liban | 4-1   | Éliminatoires de la Coupe du monde de football 2010 |
| 7 juin 2008       | Riyad Arabie saoudite     | Liban - Arabie saoudite | 1-2   | Éliminatoires de la Coupe du monde de football 2010 |
| 14 octobre 2014   | Djeddah Arabie saoudite   | Arabie saoudite - Liban | 1-1   | Match amical                                        |
| 12 janvier 2019   | Dubaï Émirats arabes unis | Liban - Arabie saoudite | 0-2   | Coupe d'Asie des Nations 2019                       |

Bilan
- Total de matchs disputés : 10
- Victoires de l'équipe d'Arabie saoudite : 5
- Victoires de l'équipe du Liban : 2
- Matchs nuls : 4

## M

### Macao

#### Confrontations
Confrontations entre Macao et l'Arabie saoudite:
|   | Date         | Lieu         | Match                   | Score | Compétition                                                        |
| - | ------------ | ------------ | ----------------------- | ----- | ------------------------------------------------------------------ |
| 1 | 1er mai 1993 | Kuala Lumpur | Arabie saoudite - Macao | 6-0   | Tours préliminaires à la Coupe du monde 1994 (zone Asie, 1er tour) |
| 2 | 18 mai 1993  | Riyad        | Arabie saoudite - Macao | 8-0   | Tours préliminaires à la Coupe du monde 1994 (zone Asie, 1er tour) |

#### Bilan
Au 9 avril 2019 :
- Total de matchs disputés : 2
- Victoires de Macao : 0
- Matchs nuls : 0
- Victoires de l'Arabie saoudite : 2
- Total de buts marqués par Macao : 0
- Total de buts marqués par l'Arabie saoudite : 14

### Maroc
Confrontations entre l'Équipe d'Arabie saoudite de football et l'équipe du Maroc de football :
| Date              | Lieu                       | Match                   | Score | Compétition            |
| 6 septembre 1961  | Casablanca Maroc           | Maroc - Arabie saoudite | 13-1  | amical                 |
| 12 septembre 1976 | Riyad Arabie saoudite      | Arabie saoudite - Maroc | 4-1   | amical                 |
| 15 septembre 1976 | Riyad Arabie saoudite      | Arabie saoudite - Maroc | 2-0   | amical                 |
| 10 octobre 1976   | Damas Syrie                | Maroc - Arabie saoudite | 0-0   | amical                 |
| 3 octobre 1982    | Riyad Arabie saoudite      | Arabie saoudite - Maroc | 2-1   | amical                 |
| 1er août 1984     | Los Angeles États-Unis     | Arabie saoudite - Maroc | 0-1   | Jeux Olympic 1984      |
| 25 juin 1994      | New Jersey États-Unis      | Arabie saoudite - Maroc | 2-1   | coupe du monde de 1994 |
| 28 décembre 2002  | Koweït [[Koweït\| Koweït]] | Arabie saoudite - Maroc | 2-0   | amical                 |
| 20 avril 2005     | Riyad Arabie saoudite      | Arabie saoudite - Maroc | 1-0   | amical                 |
| 22 mai 2005       | Riyad Arabie saoudite      | Arabie saoudite - Maroc | 1-0   | amical                 |
| 7 décembre 2021   | • Al Thumama Stadium Qatar | Maroc - Arabie saoudite | 1-0   | FIFA Arab Cup 2021     |

Bilan
- Total de matches disputés : 11[20]
- Victoires du Maroc : 3[20]
- Victoires de l'Arabie saoudite : 7[20]

### Mexique
Confrontations entre l'Arabie saoudite et le Mexique:
|   | Date             | Lieu     | Match                     | Score | Compétition                                    |
| - | ---------------- | -------- | ------------------------- | ----- | ---------------------------------------------- |
| 1 | 6 janvier 1995   | Riyad    | Arabie saoudite - Mexique | 0-2   | Coupe des confédérations 1995 (gr. A)          |
| 2 | 14 décembre 1997 | Riyad    | Arabie saoudite - Mexique | 0-5   | Coupe des confédérations 1997 (gr. A)          |
| 3 | 25 juillet 1999  | Mexico   | Mexique - Arabie saoudite | 5-1   | Coupe des confédérations 1999 (gr. A)          |
| 4 | 30 novembre 2022 | Lusail   | Arabie saoudite - Mexique | 1-2   | Groupe C de la Coupe du monde de football 2022 |
| 5 | 28 Juin 2025     | Glendale | Mexique - Arabie saoudite | 2*0   | Gold Cup 2025 (2éme Toure)                     |

#### Bilan
- Total de matchs disputés : 5
- Victoire de l'équipe d'Arabie saoudite : 0
- Matchs nuls :  0
- Victoire de l'équipe du Mexique :5
- Total de buts marqués par l'Arabie saoudite : 2
- Total de buts marqués par le Mexique : 16

### Moldavie
Confrontations entre l'équipe d'Arabie saoudite de football et l'équipe de Moldavie de football :
| Date            | Lieu                         | Match                      | Score | Compétition  |
| 24 mai 2014     | Jerez de la Frontera Espagne | Arabie saoudite - Moldavie | 0-4   | Match amical |
| 26 février 2018 | Djeddah Arabie saoudite      | Arabie saoudite - Moldavie | 3-0   | Match amical |

Bilan
- Total de matchs disputés : 2
- Victoires de l'équipe d'Arabie saoudite : 1
- Victoires de l'équipe de Moldavie : 1
- Total de matchs nuls : 0

## O

### Oman
Confrontations entre l'équipe d'Arabie saoudite de football et l'équipe d'Oman de football :
| Date             | Lieu                          | Match                  | Score          | Compétition                                                      |
| 9 avril 1976     | Doha Qatar                    | Arabie saoudite - Oman | 3-1            | Coupe du Golfe 1976                                              |
| 28 mars 1979     | Bagdad Irak                   | Arabie saoudite - Oman | 4-0            | Coupe du Golfe 1979                                              |
| 31 mars 1982     | Abou Dabi Émirats arabes unis | Arabie saoudite - Oman | 3-0            | Coupe du Golfe 1982                                              |
| 15 mars 1984     | Mascate Oman                  | Oman - Arabie saoudite | 1-3            | Coupe du Golfe 1984                                              |
| 26 octobre 1984  | Djeddah Arabie saoudite       | Arabie saoudite - Oman | 6-0            | Tour préliminaire à la Coupe d'Asie des nations de football 1984 |
| 28 mars 1986     | Manama Bahreïn                | Oman - Arabie saoudite | 1-3            | Coupe du Golfe 1986                                              |
| 18 avril 1987    | Riyad Arabie saoudite         | Arabie saoudite - Oman | 1-0            | Qualifications pour les Jeux olympiques 1988                     |
| 24 avril 1987    | Riyad Arabie saoudite         | Oman - Arabie saoudite | 0-3            | Qualifications pour les Jeux olympiques 1988                     |
| 2 mars 1988      | Riyad Arabie saoudite         | Arabie saoudite - Oman | 2-0            | Coupe du Golfe 1988                                              |
| 4 décembre 1992  | Doha Qatar                    | Arabie saoudite - Oman | 2-0            | Coupe du Golfe 1992                                              |
| 4 novembre 1994  | Abou Dabi Émirats arabes unis | Arabie saoudite - Oman | 2-1            | Coupe du Golfe 1994                                              |
| 15 octobre 1996  | Mascate Oman                  | Oman - Arabie saoudite | 0-1            | Coupe du Golfe 1996                                              |
| 5 novembre 1998  | Manama Bahreïn                | Oman - Arabie saoudite | 0-1            | Coupe du Golfe 1998                                              |
| 27 janvier 2002  | Riyad Arabie saoudite         | Arabie saoudite - Oman | 2-0            | Coupe du Golfe 2002                                              |
| 6 janvier 2004   | Koweït                        | Oman - Arabie saoudite | 1-2            | Coupe du Golfe 2003-04                                           |
| 16 avril 2005    | Djeddah Arabie saoudite       | Arabie saoudite - Oman | 2-1a.p         | Jeux de Solidarité Islamique 2005                                |
| 1er juillet 2007 | Singapour                     | Oman - Arabie saoudite | 1-1            | Tournoi amical                                                   |
| 17 janvier 2009  | Mascate Oman                  | Oman - Arabie saoudite | 0-0 (6-5t.a.b) | Coupe du Golfe 2009                                              |
| 12 août 2009     | Mascate Oman                  | Oman - Arabie saoudite | 2-1            | Match amical                                                     |
| 2 septembre 2011 | Sib Oman                      | Oman - Arabie saoudite | 0-0            | Éliminatoires de la Coupe du monde de football 2014              |
| 15 novembre 2011 | Riyad Arabie saoudite         | Arabie saoudite - Oman | 0-0            | Éliminatoires de la Coupe du monde de football 2014              |
| 28 décembre 2017 | Koweït                        | Arabie saoudite - Oman | 0-2            | Coupe du Golfe 2017-18                                           |

Bilan
- Total de matchs disputés : 22
- Victoires de l'équipe d'Arabie saoudite : 16
- Victoires de l'équipe d'Oman : 3
- Matchs nuls : 3

## P

### Palestine
Confrontations entre l'Arabie saoudite et les Palestine 
| Date      | Lieu      | Match                       | Score | Compétition                |
| --------- | --------- | --------------------------- | ----- | -------------------------- |
| 4/12/2021 | Al Rayyan | Palestine - Arabie saoudite | 1*1   | Arabe Coupe 2021 (GCTour2) |

### Pays-Bas
Confrontations entre l'Arabie saoudite et les Pays-Bas :
| Date         | Lieu                  | Match                      | Score | Compétition                                |
| 20 juin 1994 | Washington États-Unis | Pays-Bas - Arabie saoudite | 2-1   | Coupe du monde de football 1994 (1er tour) |

Bilan
- Total de matchs disputés : 1
- Victoires de l'équipe d'Arabie saoudite : 0
- Victoires de l'équipe des Pays-Bas : 1
- Match nul : 0

### Pérou
| Date        | Lieu              | Match                   | Score | Compétition  |
| 3 juin 2018 | Saint-Gall Suisse | Arabie saoudite - Pérou | 0-3   | Match amical |

Bilan
- Total de matchs disputés : 1
- Victoires de l'équipe d'Arabie saoudite : 0
- Victoires de l'équipe du Pérou : 1
- Matchs nuls 0

### Pologne
Confrontations entre l'équipe d'Arabie saoudite de football et l'équipe de Pologne de football : 
| Date             | Lieu            | Match                     | Score | Compétition                                    |
| 26 novembre 2022 | Al Rayyan Qatar | Pologne - Arabie saoudite | 2-0   | Groupe C de la Coupe du monde de football 2022 |

Bilan
- Total de matchs disputés : 1
- Victoires de l'équipe de Pologne : 1
- Victoires de l'équipe d'Arabie saoudite : 0
- Matchs nuls : 0

### Portugal
Confrontations entre l'équipe du Portugal de football et l'équipe d'Arabie saoudite de football
| Date             | Lieu                  | Match                      | Score | Compétition  |
| 1er mars 2006    | Riyad Arabie saoudite | Arabie saoudite - Portugal | 0-3   | Match amical |
| 10 novembre 2017 | Viseu Portugal        | Portugal - Arabie saoudite | 3-0   | Match amical |

Bilan
- Total de matchs disputés : 2
- Victoires de l'Équipe du Portugal : 2
- Matchs nuls : 0
- Victoires de l'Équipe d'Arabie saoudite : 0

## R

### Russie
Confrontations entre l'équipe de Russie de football et l'équipe d'Arabie saoudite de football.
| Date           | Lieu                   | Match                    | Score | Compétition                       |
| 6 octobre 1993 | Dammam Arabie saoudite | Arabie saoudite - Russie | 4-2   | amical                            |
| 14 juin 2018   | Moscou Russie          | Russie - Arabie saoudite | 5-0   | Coupe du monde de 2018 (Groupe A) |

Bilan
- Total de matchs disputés : 2
- Victoires de l'équipe de Russie : 1
- Victoires de l'équipe d'Arabie saoudite : 1
- Matchs nuls : 0

## S

### Sénégal
Confrontations entre l'équipe du Sénégal de football et l'équipe d'Arabie saoudite de football.
| Date              | Lieu  | Match                     | Score | Compétition  |
| 17 septembre 1998 | Riyad | Arabie saoudite - Sénégal | 3-2   | Match amical |
| 14 mai 2002       | Riyad | Arabie saoudite - Sénégal | 3-2   | Match amical |

Bilan
- Total de matchs disputés : 2
- Victoires de l'équipe du Sénégal : 0
- Victoires de l'équipe d'Arabie saoudite : 2
- Matchs nuls : 0

## T

### Timor oriental

#### Confrontations
Confrontations entre l'Arabie saoudite et le Timor oriental:
|   | Date             | Lieu    | Match                            | Score | Compétition                                                 |
| - | ---------------- | ------- | -------------------------------- | ----- | ----------------------------------------------------------- |
| 1 | 3 septembre 2015 | Djeddah | Arabie saoudite - Timor oriental | 7-0   | Éliminatoires de la Coupe d'Asie des nations 2019 (2e tour) |
| 2 | 17 novembre 2015 | Dili    | Timor oriental - Arabie saoudite | 0-10  | Éliminatoires de la Coupe d'Asie des nations 2019 (2e tour) |

#### Bilan
Au 11 avril 2019 :
- Total de matchs disputés : 2
- Victoires de l'Arabie saoudite : 2
- Match nul : 0
- Victoires du Timor oriental : 0
- Total de buts marqués par l'Arabie saoudite : 17
- Total de buts marqués par le Timor oriental : 0

### Tunisie
Voici la liste des confrontations entre l'équipe d'Arabie saoudite de football et l'équipe de Tunisie de football :
| Date              | Lieu                      | Match                     | Score | Compétition                    |
| 30 septembre 1976 | Dammam ( Arabie saoudite) | Tunisie - Arabie saoudite | 1-0   | Match amical                   |
| 8 mars 1981       | Riyad ( Arabie saoudite)  | Tunisie - Arabie saoudite | 2-1   | Match amical                   |
| 28 juillet 1985   | Tunis ( Tunisie)          | Tunisie - Arabie saoudite | 1-0   | Match amical                   |
| 11 juillet 1988   | Amman ( Jordanie)         | Tunisie - Arabie saoudite | 1-1   | Championnat arabe des nations  |
| 23 novembre 1988  | Dammam ( Arabie saoudite) | Arabie saoudite - Tunisie | 1-0   | Match amical                   |
| 14 juin 2006      | Munich ( Allemagne)       | Arabie saoudite - Tunisie | 2-2   | Coupe du monde 2006 (groupe H) |
| 14 octobre 2009   | Radès ( Tunisie)          | Tunisie - Arabie saoudite | 0-1   | Match amical                   |

Bilan
- Total de matchs disputés : 7
- Victoires de l'équipe d'Arabie saoudite : 2
- Victoires de l'équipe de Tunisie : 3
- Match nul : 2

## U

### Ukraine
Confrontations entre l'Arabie saoudite et l'Ukraine :
| Date         | Lieu               | Match                     | Score | Compétition                    |
| 19 juin 2006 | Hambourg Allemagne | Ukraine - Arabie saoudite | 4-0   | Coupe du monde 2006 (Groupe H) |
| 23 mars 2018 | Marbella Espagne   | Arabie saoudite - Ukraine | 1-1   | Match amical                   |

Bilan
- Total de matchs disputés : 2
- Victoires de l'équipe d'Arabie saoudite : 0
- Victoires de l'équipe d'Ukraine : 1
- Match nul : 1

### Uruguay
Confrontations entre l'Arabie saoudite et l'Uruguay :
| Date            | Lieu                     | Match                     | Score | Compétition                       |
| 27 mars 2002    | Riyad Arabie saoudite    | Arabie saoudite - Uruguay | 3-2   | Match amical                      |
| 10 octobre 2014 | Djeddah Arabie saoudite  | Arabie saoudite - Uruguay | 1-1   | Match amical                      |
| 20 juin 2018    | Rostov-sur-le-Don Russie | Uruguay - Arabie saoudite | 1-0   | Coupe du monde de 2018 (Groupe A) |

Bilan
- Total de matchs disputés : 3
- Victoires de l'équipe d'Arabie saoudite : 1
- Victoires de l'équipe d'Uruguay : 1
- Match nul : 1